# Meringa borealis
Meringa borealis är en spindelart som beskrevs av Forster 1990. Meringa borealis ingår i släktet Meringa och familjen Synotaxidae. Inga underarter finns listade i Catalogue of Life.